# SSP Deutschland
Die SSP Deutschland GmbH (SSP) ist ein Unternehmen, das in der Systemgastronomie tätig ist. Es ist ein mittelbares Tochterunternehmen der britischen Select Service Partner Ltd.

## Geschichte
Die SSP Deutschland geht auf den Kauf der MITROPA durch die britische Compass Group zurück. 2006 wurde die SSP Deutschland gegründet. Zwei Jahre später übernahm die SSP die LSG-Airport Gastronomiegesellschaft (LSG), eine Lufthansa-Tochter.

## Geschäftsmodell
Die SSP tritt nicht immer unter eigenen Namen auf. Ihren Schwerpunkt sieht die SSP im Betreiben von Franchiseunternehmen wie etwa Starbucks, Kamps und Burger King. Auch entwickelt sie eigene Marken, zum Beispiel Caffè Ritazza oder Zapfhahn. Alle Betriebe liegen an Verkehrsknotenpunkten wie an Bahnhöfen, Autobahnen und Flughäfen.